# Émile Verhaeren
Émile Verhaeren (Sint-Amands, 21 de mayo de 1855-Ruan, 27 de noviembre de 1916) fue un poeta belga en lengua francesa de origen flamenco, y uno de los principales fundadores del modernismo.

## Biografía
Nacido el 21 de mayo de 1855 en Sint-Amands, aprendió el francés de su familia y el dialecto flamenco de su localidad de forma natural (no se enseñaba en la escuela), pero perdió el contacto con este cuando a los diez años se le envió a un internado jesuita de Gante. Fue candidato al Nobel.[cita requerida]
Inicialmente se adscribió al naturalismo, pero como poeta se le suele considerar modernista y místico. Marie Gevers, otra autora flamenca que escribió en lengua francesa, lo conoció a través de su sobrina, y fue animada por él en sus esfuerzos literarios. Ambos cobraron fama en el extranjero y fueron traducidos a otros idiomas. En Bruselas hizo amistad con Darío de Regoyos, con quien desarrollaría la estética pictórica de la llamada ‘España negra’.
El museo y la sociedad Émile Verhaeren se encuentran en Sint-Amands, provincia de Amberes.

## Estilo
El escritor Stefan Zweig, amigo de Verhaeren, consideró a Verhaeren como el primer poeta en francés que intentó «dar a Europa [···] una declaración de fe en la época, en el futuro». Fue, según Zweig, la primera expresión poética del optimismo de finales del siglo XIX y principios del XX.

## Obra

### Poesía
- Les Flamandes, 1883
- Les Moines, 1886
- Les Soirs, 1887
- Les Débâcles, 1888
- Les Flambeaux noirs, 1891
- Les Campagnes hallucinées, 1893

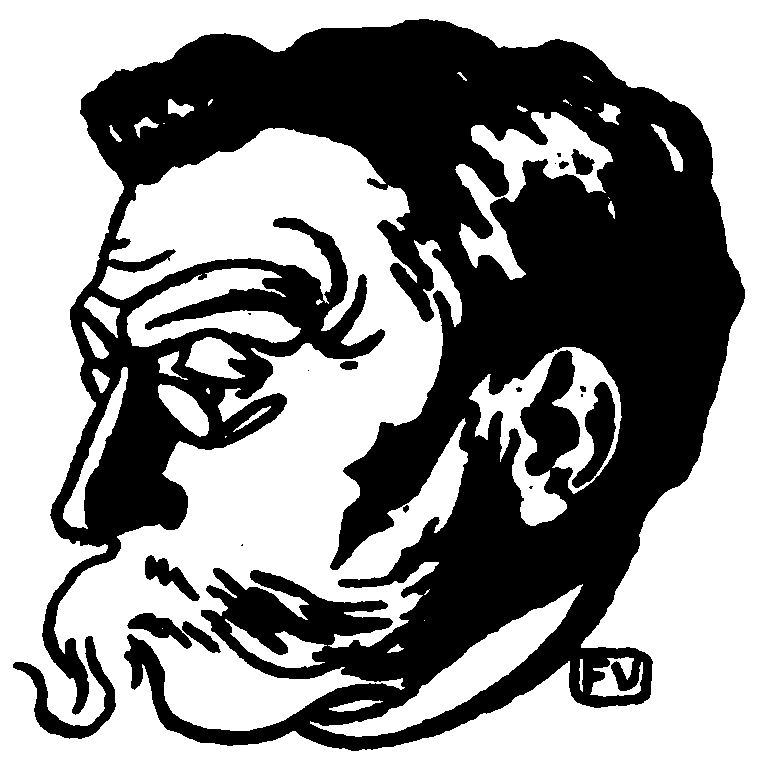
Retrato de Émile Verhaeren por Félix Valloton aparecido en Le Livre des masques de Remy de Gourmont (1898)

- Les Villes tentaculaires, 1895 (Las ciudades tentaculares, Tr. Pedro Alcarria, Ediciones Vitruvio, 2022)
- Les Villages illusoires, 1895
- Les Heures claires, 1896
- Les Visages de la vie, 1899
- Les Forces tumultueuses, 1902
- Toute la Flandre, 1904-1911
- Les Heures d'après-midi, 1905
- La Multiple Splendeur, 1906
- Les Rythmes souverains, 1910
- Les Heures du soir, 1911
- Les Ailes rouges de la guerre, 1916
- Les Flammes hautes, 1917

### Crítica
- James Ensor
- Rembrandt
- Monet

### Teatro
- Le cloître (drama en cuatro actos).

### Libros de viajes
- La España Negra (1899), con grabados y textos de Darío de Regoyos, basado en «Impressions d'artiste».[4]